# Alto commissario francese nel Levante
L'Alto commissario francese nel Levante (in francese Haut-commissaire française au Levant, in arabo المندوب السامي الفرنسي على سورية ولبنان‎?) anche Alto commissario francese in Siria e nel Libano, è stato dal 1920 al 1946 il rappresentante della terza repubblica francese nel mandato francese della Siria e del Libano.

## Alti commissari
| #                                                                                     | Ritratto | Alto commissario    | Inizio mandato | Fine mandato |
| ------------------------------------------------------------------------------------- | -------- | ------------------- | -------------- | ------------ |
| 1                                                                                     |          | Henri Gouraud       | 1919           | 1923         |
| 2                                                                                     |          | Maxime Weygand      | 1923           | 1924         |
| 3                                                                                     |          | Maurice Sarrail     | 1924           | 1925         |
| 4                                                                                     |          | Henry de Jouvenel   | 1925           | 1926         |
| 5                                                                                     |          | Henri Ponsot        | 1926           | 1933         |
| 6                                                                                     |          | Damien de Martel    | 1933           | 1939         |
| 7                                                                                     |          | Gabriel Puaux       | 1939           | 1940         |
| 8                                                                                     |          | Jean Chiappe        | 1940           | 1940         |
| 9                                                                                     |          | Henri-Fernand Dentz | 1940           | 1941         |
| A partire dal 1941 la carica fu chiamata Delegato generale francese in Siria e Libano |          |                     |                |              |
| 10                                                                                    |          | Georges Catroux     | 1941           | 1943         |
| 11                                                                                    |          | Jean Helleu         | 1943           | 1943         |
| 12                                                                                    |          | Paul Beynet         | 1944           | 1946         |